# Цискаридзе, Николай Максимович
Никола́й Макси́мович Цискари́дзе (груз. ნიკოლოზ მაქსიმეს ძე ცისკარიძე); род. 31 декабря 1973, Тбилиси) — российский артист балета и педагог, премьер Большого театра в 1992—2013 годах. Народный артист РФ (2001), народный артист Северной Осетии (2013), лауреат двух Государственных премий РФ (2000, 2002) и трёх театральных премий «Золотая маска» (1997, 2000, 2002). Член Совета при Президенте РФ по культуре и искусству (с 21 июля 2011).
28 октября 2013 года возглавил Академию русского балета имени Вагановой, 29 ноября 2014 года — избран ректором. 
С 7 мая 2022 года — ведущий развлекательной программы «Сегодня вечером» на «Первом канале».

## Биография

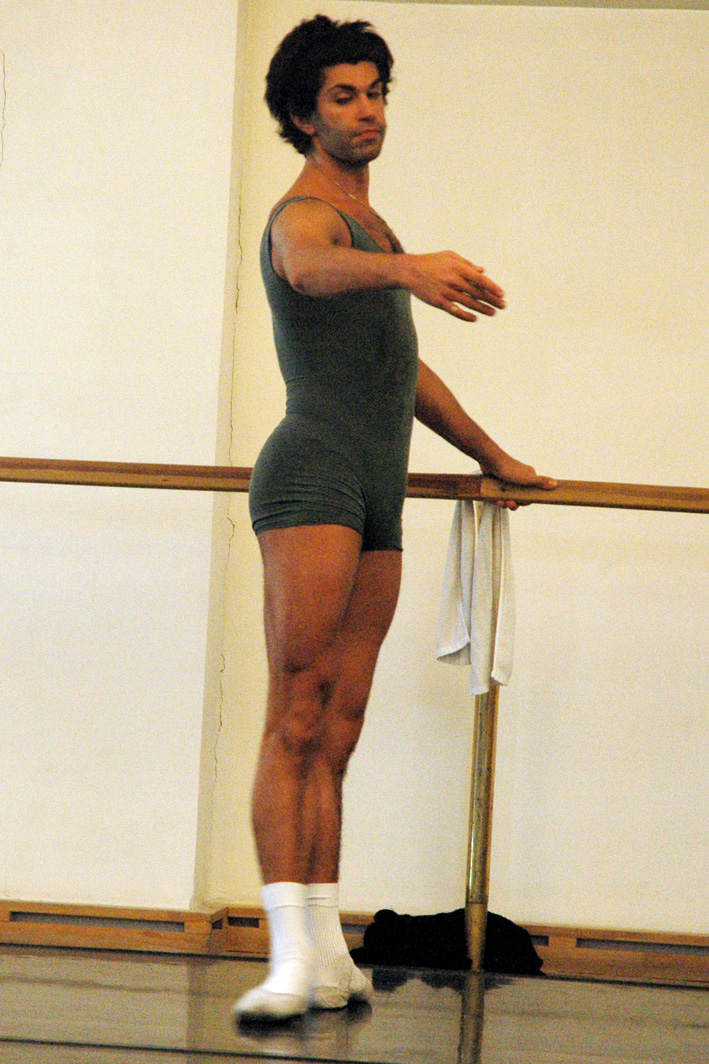
У балетного станка, апрель 2008

Был поздним и единственным ребёнком в грузинской семье — матери на момент его рождения было 42 года. Критический для деторождения возраст матери Николай Цискаридзе назвал главной причиной своего появления на свет вне брака.
Мать — Ламара Николаевна Цискаридзе (19 июня 1931 — 7 марта 1994) была физиком, работала на атомной электростанции в Обнинске, затем преподавала физику и математику в средней школе № 162 в Тбилиси.
Отец, по версии балетоведа Виктора Ванслова, — Максим Николаевич (согласно другим источникам — Иосифович) Цискаридзе, был скрипачом. Сам Цискаридзе в эфире НТВ 2 марта 2019 года опроверг информацию о том, что его родителем был скрипач Цискаридзе и, ссылаясь на семейные источники, назвал своим биологическим отцом одного из знакомых матери, женатого человека, пожелавшего по этой причине остаться публично неизвестным; отец давно умер.
Бабушка по отцовской линии, француженка по происхождению, некоторое время до замужества была актрисой.
Николай Цискаридзе воспитывался отчимом. Детство прошло в тбилисском районе Ваке, учился в средней школе № 162 Тбилиси.
Мать любила посещать концерты и нередко брала на них с собой сына.
Его литературные вкусы сформировались в детстве благодаря няне: она познакомила 6-летнего ребёнка с произведениями Уильяма Шекспира и Льва Толстого. Большое впечатление на него оказал просмотр фильма «Ромео и Джульетта» Франко Дзеффирелли.
Николай Цискаридзе любил декламировать стихи, рисовать картины, петь и даже разыгрывать небольшие сценки перед близкими, соседями.
В 1984 году поступил в Тбилисское хореографическое училище, с 1987 года продолжил обучение в Московском хореографическом училище, классическим танцем занимался в классе Петра Пестова. Чуть позже Цискаридзе высоко оценил жёсткую преподавательскую манеру своего учителя, готовившего ученика к преодолению жизненных трудностей. Уже став танцовщиком Большого театра страны, он позвонил Пестову и сказал: «Я буду всю свою жизнь стоять перед вами коленопреклонённым. Потому что вы меня выучили так, что даже если меня попытаются убить на сцене, я всё равно буду двигаться до тех пор, пока не закончится моя роль». Уже в школе юноша выделялся своими физическими данными, в концертах сценической практики ему поручались сольные партии и па-де-де.
Окончил училище в 1992 году и, благодаря председателю экзаменационной комиссии Юрию Григоровичу, был принят в труппу Большого театра. Сначала танцевал в кордебалете, затем начал исполнять сольные партии в балетах Григоровича, первой из которых стал Конферансье в «Золотом веке» (1992), затем последовали Меркуцио в «Ромео и Джульетте» и Французская кукла в «Щелкунчике» (1993). Настоящий взлёт карьеры для танцовщика начался в 1995 году, когда он за короткий период исполнил главные партии в таких балетах, как «Щелкунчик» Ю. Григоровича, «Чиполлино» Г. Майорова, «Шопениана» М. Фокина, «Сильфида» А. Бурнонвиля. В следующем году дебютировал в роли Голубой птицы в «Спящей красавице» и в миниатюрах Касьяна Голейзовского «Нарцисс» и Михаила Фокина «Видение Розы», начиная с 1997 года одну за другой осваивал главные мужские партии в балетах, идущих в репертуаре Большого театра. В том же году вместе с балериной Марией Александровой участвовал в Международном конкурсе артистов балета в Москве, где завоевал I премию в номинации «Дуэты».
«Цискаридзе обладает уникальными природными данными, благодаря которым он смог достичь высот танцевального искусства. У него высокий рост, стройная фигура, привлекательная внешность, он по натуре пластичен и музыкален. Но всё это только предпосылки для создания подлинного искусства. Чтобы они претворились в художественный результат, необходимо пройти школу классического танца, которой Цискаридзе овладел в самой высокой степени. Его танец технически безупречен, отличается чистотой линий и совершенством классической школы с её эстетикой красоты и радостных лёгких, полётных движений. <...> Одухотворенность танца также присуща индивидуальности Цискаридзе. Танцу Цискаридзе не свойственны мускулистая мужественность и напористая энергия некоторых премьеров предшествующего поколения. Но в нём нет и разнеженной вялости, встречающейся иногда у танцовщиков лирического плана. Его отличают сила, но без всякого «нажима», лирика, но без сентиментальности, эмоциональность, но без наигранности. Цискаридзе танцует с большим чувством, но без излишней аффектации. В его танце есть та мера внутренней напряжённости и внешней сдержанности, которая и создаёт величавую красоту пластики.
Свои первые партии в театре готовил с Николаем Симачёвым, при подготовке номера хореографа Касьяна Голейзовского «Нарцисс» с его первым исполнителем Владимиром Васильевым своими советами молодому танцовщику помогала Галина Уланова. В дальнейшем готовил свои партии с Николаем Фадеечевым, занимался в женском классе Марины Семёновой.
В 1996 году получил диплом о высшем образовании, окончив Московский государственный хореографический институт. В 2000 году стал членом Союза театральных деятелей России.
В 2001 году стал первым исполнителем партии Германа в балете Ролана Пети «Пиковая дама», созданном специально для Большого театра. В том же году получил травму в автомобильной аварии, из-за чего прервалась его деятельность телеведущего в программе «Взгляд» на Первом канале.
В 2006—2009 годах был участником первых трёх программ танцевального проекта «Короли танца» (Kings of the Dance), в рамках которого для него поставили номера Ролан Пети («Кармен. Соло») и Борис Эйфман («Падший ангел»).
Многократный участник телевизионного шоу «Танцы со звёздами» на канале «Россия 1» (в том числе и как председатель жюри). Постоянный ведущий программы «Шедевры мирового музыкального театра» на телеканале «Культура».
Занимался педагогической деятельностью в Московской академии хореографии и в Большом театре, где вёл балетный класс для артистов.
Летом 2012 года поступил в магистратуру Московской государственной юридической академии, окончил её с красным дипломом в 2014 году.
29 ноября 2014 года был избран ректором Академии русского балета имени Вагановой.

### Конфликт в Большом театре
В ноябре 2011 года Цискаридзе подверг критике длившуюся шесть лет реставрацию Большого театра и обвинил руководство театра в некомпетентности. Особенно Цискаридзе не понравилось качество реконструкции исторической сцены, где вместо старинной лепнины он обнаружил дешёвую пластмассу и папье-маше, а внутренней отделкой помещений театр, по мнению Николая, стал напоминать большой пятизвёздочный турецкий отель. 9 ноября 2012 года появилось письмо деятелей культуры к В. В. Путину с просьбой уволить прежнего генерального директора Большого театра А. Г. Иксанова и назначить на эту должность Цискаридзе.
С января 2013 года Цискаридзе оказался вовлечён в скандал вокруг «кислотной атаки» на художественного руководителя балета Большого театра Сергея Филина. В ряде печатных и электронных СМИ публиковалась информация о серьёзном конфликте между Цискаридзе и Филиным, о своих подозрениях в адрес Цискаридзе публично говорил и сам Филин. Тогдашний гендиректор Большого театра Анатолий Иксанов в интервью журналу «Сноб» не исключил причастности Цискаридзе к нападению на Филина. Артист побывал на допросе в Следственном комитете РФ. После этой истории отношения Цискаридзе с администрацией Большого театра обострились до предела.
В марте 2013 года в эфире Первого канала Цискаридзе выразил тревогу по поводу перспектив своей дальнейшей работы в Большом театре. К этому времени, по признанию Цискаридзе, он получил уже два выговора за нарушение трудовой дисциплины. В апреле суд отменил один из двух выговоров, наложенный за интервью Цискаридзе газете «Московский комсомолец».
1 июля 2013 года был вынужден покинуть Большой театр в связи с истечением срока трудового договора, который не был продлён.

### Конфликт в Академии русского балета
Вскоре после начала нового учебного года, 28 октября 2013 года, Николай Цискаридзе вместе с министром культуры Владимиром Мединским неожиданно прибыл в Санкт-Петербург, в Академию русского балета им. А. Я. Вагановой, где в нарушение устава этого учебного заведения был представлен педагогическому коллективу как исполняющий обязанности ректора; при этом предыдущий ректор, Вера Дорофеева, осуществлявшая чисто хозяйственное управление школой, неожиданно переводилась на работу в Михайловский театр. В связи с таким изменением структуры управления Академией её художественный руководитель с 2000 года, балерина Алтынай Асылмуратова, попавшая в подчинённое положение к другому артисту, была вынуждена покинуть свой пост. Новым художественным руководителем была объявлена действующая прима-балерина Мариинского театра Ульяна Лопаткина, в отличие от Цискаридзе ещё не окончившая свою танцевальную карьеру. 4 ноября 2013 года представители профессорско-преподавательского состава Академии и балетной труппы Мариинского театра обратились в Минкультуры РФ с письмом, в котором потребовали пересмотреть решение о назначении Цискаридзе на должность ректора и Лопаткиной на должность худрука академии (сама балерина не давала никаких комментариев по этому поводу). Чуть позднее Цискаридзе заявил, что продлил договор с Алтынай Асылмуратовой как с худруком Академии — однако уже в начале декабря 2013 года та уволилась по собственному желанию, отказавшись сообщить о причинах своего ухода. В итоге первым проректором и художественным руководителем Академии вскоре стала педагог-репетитор Михайловского театра Жанна Аюпова.
29 ноября 2014 года Цискаридзе был избран ректором академии, за его кандидатуру проголосовали 227 человек, против — 17.
Ранее Цискаридзе утверждал, что не раз отказывался руководить другими балетными коллективами [кроме Большого театра], так как «это неэффективно, потому что человек приедет со стороны… человек должен три года входить в дела»:

Вот на Западе есть такая система. Когда они объявляют, что, вот, допустим, в пятнадцатом году у тебя заканчивается контракт руководителя, тебе в тринадцатом уже дают человека, который — он у тебя два года принимает дела. В нашей стране этого нет, у нас всё происходит в одну секунду. Кого назначат, мы не знаем до последней секунды, да? И я все время говорил, что если я когда-то соглашусь этим заниматься, я соглашусь в Большом театре, по одной причине: я знаю всё… 
По словам телеведущей Ксении Собчак, его назначению на эту должность поспособствовала жена главы государственной корпорации «Ростех» Сергея Чемезова Екатерина. По словам самого Цискаридзе, принять должность его уговорила «небольшая солидная группа людей».

## Личная жизнь

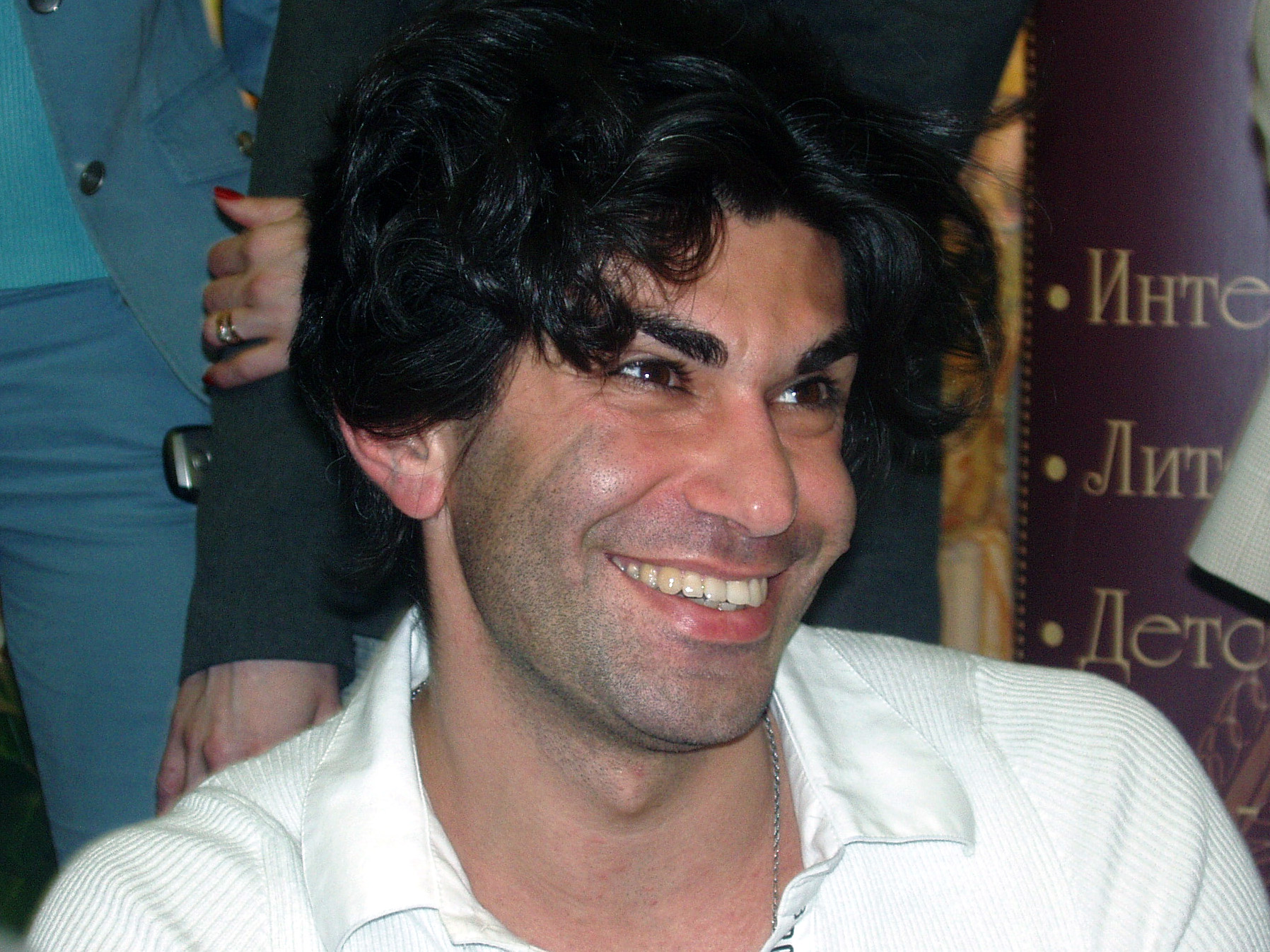
На встрече с поклонниками

Николай Цискаридзе является поклонником творчества Леонида Парфёнова, Виталия Вульфа, Эдварда Радзинского. Его любимая сказка — «Русалочка» Андерсена. Отвечая на вопрос журналистов, Цискаридзе пояснил, что не женат и не спешит с браком. Двоюродная сестра — Вероника Ильинична Ицкович (род. 21 мая 1970) — хореограф, жена Егора Дружинина, крёстным отцом их дочери Саши является Цискаридзе.

## Общественные взгляды
В марте 2011 года дал интервью Владимиру Познеру в программе «Познер» на Первом канале, рассказав о нелёгком детстве и начале успешной карьеры, о том, как получил прописку в Москве, буквально за несколько недель до распада СССР, Цискаридзе выразил свои опасения по поводу того, сохранит ли Россия сложившуюся систему образования в области театрального искусства: 
«Мы, наше общество, хотим убить это, потому что Министерство образования сейчас выпускает очень страшные законы, что все музыкальные, театральные, хореографические заведения должны принимать детей бесконкурсно с 15 лет, — пояснил он. — И объяснить невозможно, что руку пианисту надо ставить с пяти лет, что ноги в балете желательно ставить с 9—10 лет».
По словам Цискаридзе, деятели искусства, включая его самого, уже написали письмо президенту, премьер-министру, но эти обращения пока игнорируют. «Это происходит потому, что люди, которые пишут законы, когда их дети учатся за границей, гипотетически своё будущее не связывают с этой страной, им все равно, как будут учиться остальные дети, — сказал Цискаридзе. — Я уверен, что если бы у нас был закон, согласно которому дети тех, кто принимает и разрабатывает законодательные проекты, обязательно служили бы в армии и учились в нашей стране, эта система потихоньку бы усовершенствовалась».
На основании того, что обучение в хореографических училищах России идёт на бюджетной основе, предлагал ввести для выпускников обязательную отработку нескольких лет в театрах России, без возможности отъезда за рубеж: «Я считаю, так как они получили бесплатное образование в России, они должны работать в России, хотя бы первое время они должны принести пользу государству, которое заплатило за их обучение».
В марте 2014 года Цискаридзе поддержал аннексию Крыма Россией, подписал обращение деятелей культуры России в поддержку аннексии.
В декабре 2017 года стал членом инициативной группы по выдвижению президента России Владимира Путина в президенты. В январе 2018 года был зарегистрирован доверенным лицом Владимира Путина на четвётрый срок президентских выборах 18 марта 2018 года.
В 2024 году стал доверенным лицом кандидата в президенты России Владимира Путина на пятый срок.
За оправдание войны России против Украины находится под санкциями Совета национальной безопасности и обороны Украины от 18 апреля 2025 года «О применении персональных специальных экономических и других ограничительных мер».

## Репертуар

### В училище
- 24 ноября 1991 — солист в «Классической симфонии» на музыку Первой симфонии С. Прокофьева (I, II, IV части), хореография Л. Лавровского; Франц, «Коппелия» Л. Делиба (III акт), хореография А. Горского в редакции С. Головкиной (концерт на сцене Большого театра)
- 31 мая 1992 — «Большое классическое па» на музыку Д. Обера, хореография В. Гзовского
- 14 августа 1992 — па-де-де из балета «Фестиваль цветов в Дженцано», музыка Э. Хёльстеда, хореография А. Бурнонвиля (гастроли МАХУ в Вейле, США)
- 16 июля 1993 — па-де-де из балета «Эсмеральда», музыка Ц. Пуни, хореография В. Гзовского в редакции С. Головкиной (гастроли МАХУ в Японии)

### В Большом театре
1992 год
- 28 октября — Солист (Сверстники Джульетты), «Ромео и Джульетта» С. С. Прокофьева, хореография Ю. Григоровича
- 6 декабря — Конферансье, «Золотой век» Д. Шостаковича, хореография Ю. Григоровича

1993 год
- 13 января — Меркуцио, «Ромео и Джульетта» С. Прокофьева, хореография Ю. Григоровича (Альберт-холл, гастроли Большого театра в Лондоне)
- 14 января — Французская кукла, «Щелкунчик» П. Чайковского, хореография Ю. Григоровича (Альберт-холл, гастроли Большого театра в Лондоне)
- 15 января — Принц Фортюне, «Спящая красавица» П. Чайковского, хореография М. Петипа в редакции Ю. Григоровича (Альберт-холл, гастроли Большого театра в Лондоне)
- 19 марта — Кавалер (гран па, четвёрка кавалеров), «Раймонда» А. К. Глазунова, хореография М. Петипа в редакции Ю. Григоровича
- 16 июня — Дон Хуан, «Любовью за любовь» Т. Хренникова, хореография В. Боккадоро
- 24 декабря — Солист (солисты вальса), «Лебединое озеро» П. Чайковского, хореография М. Петипа, Л. Иванова, А. Горского в редакции Ю. Григоровича

1994 год
- 8 октября — Матрос, «Золотой век» Д. Шостаковича, хореография Ю. Григоровича (гастроли Большого театра в Австралии)

1995 год
- 13 января — Щелкунчик-принц, «Щелкунчик» П. Чайковского, хореография Ю. Григоровича
- 12 марта — Граф Вишенка, «Чиполлино» К. Хачатуряна, хореография Г. Майорова
- 18 марта — Юноша, «Шопениана» на музыку Ф. Шопена, хореография М. Фокина
- 13 апреля — Джеймс, «Сильфида» Х. С. Лёвенскольда, хореография А. Бурнонвиля в редакции Э. М. фон Розен
- 3 мая — Ротбарт, «Лебединое озеро» П. И. Чайковского, хореография М. Петипа, Л. Иванова, А. Горского в редакции Ю. Григоровича
- 14 мая — Золотой божок, «Баядерка» Л. Минкуса, хореография М. Петипа в редакции Ю. Григоровича (вариация — хореография Н. Зубковского)
- 29 июня — Паганини, «Паганини» на музыку С. Рахманинова, хореография Л. Лавровского в редакции В. Васильева
- 7 июля — Джига, «Дон Кихот» Л. Минкуса, хореография М. Петипа, А. Горского, Р. Захарова (гастроли Большого театра в Японии)
- Декабрь — Меркуцио (25 декабря), Трубадур (27 декабря), «Ромео и Джульетта» С. Прокофьева, хореография Л. Лавровского

1996 год
- 22 мая — Ферхад, «Легенда о любви» А. Меликова, хореография Ю. Григоровича
- 13 июня — солист в «Антигоне» М. Теодоракиса, хореография С. Боброва
- 6 июля — «Нарцисс», миниатюра на музыку Н. Черепнина, хореография К. Голейзовского (гастроли Большого театра Граце, Австрия)
- 18 июля — Голубая птица, «Спящая красавица» П. Чайковского, хореография М. Петипа в редакции Ю. Григоровича (дебютировал на гастролях Большого театра в Граце, Австрия)
- 20 ноября — Призрак розы, «Видение Розы» на музыку фортепианной пьесы К. М. фон Вебера «Приглашение к танцу[англ.]» в оркестровке Г. Берлиоза, хореография М. Фокина
- 25 декабря — Король*, «Лебединое озеро» П. И. Чайковского, хореография В. Васильева с использованием фрагментов хореографии Л. Иванова

1997 год
- 2 апреля — Принц Дезире, «Спящая красавица» П. Чайковского, хореография М. Петипа в редакции Ю. Григоровича
- 22 мая — Граф Альберт, «Жизель» А. Адана, хореография Ж. Коралли, Ж. Перро, М. Петипа в редакции Ю. Григоровича (27 декабря — в редакции В. Васильева)
- 26 ноября — Солор, «Баядерка» Л. Минкуса, хореография М. Петипа, В. Чабукиани в редакции Ю. Григоровича
- 19 июня 1998 — Жан де Бриен, «Раймонда» А. Глазунова, хореография М. Петипа в редакции Ю. Григоровича
- 21 апреля 1999 — солист III части** в «Симфонии до мажор», музыка Ж. Бизе, хореография Д. Баланчина
- 7 мая 2000 — Лорд Вильсон / Таор, «Дочь фараона» Ц. Пуни, хореография П. Лакотта

2001 год
- 27 июня — Злой Гений*, Принц Зигфрид (попеременно), «Лебединое озеро» П. Чайковского, хореография Ю. Григоровича (вторая редакция)
- 26 октября — Германн*, «Пиковая дама» на музыку Шестой симфонии П. Чайковского, хореография Р. Пети (мировая премьера)
- 15 февраля 2003 — Квазимодо**, «Собор Парижской богоматери» М. Жарра, хореография Р. Пети

2004 год
- 13 июня — фея Карабос, «Спящая красавица» П. Чайковского, хореография М. Петипа в редакции Ю. Григоровича (версия 1973 года)
- 21 ноября — Классический танцовщик, «Светлый ручей» Д. Шостаковича, хореография А. Ратманского
- 22 декабря — Тезей / Оберон**, «Сон в летнюю ночь» на музыку Ф. Мендельсона и Д. Лигети, хореография Д. Ноймайера

2005—2010
- 27 апреля 2005 — па-де-де из II акта балета «Лебединое озеро» П. И. Чайковского, хореография Р. Нуреева
- 19 февраля 2006 — Учитель, «Урок» Ж. Делерю, хореография Ф. Флиндта
- 23 июня 2007 — Конрад, «Корсар» А. Адана, хореография М. Петипа, постановка и новая хореография А. Ратманского и Ю. Бурлаки
- 27 октября 2008 — Alter Ego на музыку В. А. Моцарта, хореография В. Васильева
- 28 января 2010 — Люсьен д’Эрвильи, гран па из балета «Пахита», музыка Л. Минкуса, хореография М. Петипа, постановка и новая хореографическая редакция Ю. Бурлаки

### В других театрах
2001 год
- 23 января — Ферхад, «Легенда о любви» А. Меликова, хореография Ю. Григоровича (Мариинский театр)
- 29 декабря — Солор, «Баядерка» Л. Минкуса, хореография М. Петипа, В. Чабукиани в редакции Р. Нуреева (Парижская национальная опера, на сцене театра «Опера Бастилии»)
- 15 июня — солист в «Рубинах», «Драгоценности» на музыку Каприччио для фортепиано с оркестром И. Стравинского, хореография Д. Баланчина (гастроли Мариинского театра в Лондоне, Ковент-Гарден)
- 7 июля — Золотой Раб, «Шехеразада» на музыку Н. Римского-Корсакова, хореография М. Фокина, возобновление И. Фокиной и А. Лиепы (гастроли Мариинского театра в Лондоне, Ковент-Гарден)
- 30 июня 2002 — Принц Зигфрид, «Лебединое озеро» П. Чайковского, хореография М. Петипа, Л. Иванова в редакции К. Сергеева (Мариинский театр)

2003 год
- 23 февраля — Солор, «Баядерка» Л. Минкуса, хореография М. Петипа в редакции С. Вихарева (Мариинский театр)
- 28 марта — Юноша, «Юноша и Смерть» на музыку И. С. Баха, хореография Р. Пети («Балет Асами Маки», Новый национальный театр, Токио)
- 1 октября 2004 — Судьба-Смерть, мюзикл «Ромео и Джульетта», музыка Ж. Пресгурвика, режиссёр и балетмейстер М. Реда («Московская оперетта»)

2005 год
- 29 марта — Кавалер де Грие, «Манон» на музыку Ж. Массне, хореография К. Макмиллана (Мариинский театр)
- 9 июня — «Там, где висят золотые вишни[нем.]» на музыку Т. Вилемса, хореография У. Форсайта (Мариинский театр, в рамках фестиваля «Звёзды белых ночей»)
- 16 октября — Полифем, «Смерть Полифема», режиссёры М. Краснопольская, И. Эпельбаум (Лиликанский театр)
- 25 октября Синий Бог*, «Синий бог» на музыку А. Скрябина, хореография У. Иглинга (в рамках фестиваля «Русские сезоны. XXI век», Кремлёвский балет, Москва)

2006 год
- бенефис в рамках фестиваля «Русские сезоны. XXI век»: «Видение розы», «Послеполуденный отдых фавна», «Шехеразада» (Московский музыкальный театр имени К. С. Станиславского и Вл. И. Немировича-Данченко)
- творческий вечер в Мариинском театре: «Рубины» из балета «Драгоценности», «Нарцисс», «Там, где висят золотые вишни[нем.]», «Кармен. Соло» (в рамках VI Международного фестиваля балета «Мариинский»)

2007 год
- 18 апреля — Солор, «Баядерка» Л. Минкуса, хореография М. Петипа в редакции В. Пономарёва и В. Чабукиани (Мариинский театр)

2008 год
- «Послеполуденный отдых фавна» на музыку К. Дебюсси, хореография по В. Нижинскому, Латвийская национальная опера, Рига
- 19 декабря 2009 — Дроссельмейер / Принц, «Щелкунчик» П. Чайковского, хореография Р. Нуреева (Парижская национальная опера)
- 29 марта 2014 — вдова Симона, «Тщетная предосторожность», музыка Л. Герольда в обработке Д. Ланчбери, хореография Ф. Аштона в редакции М. Мессерера и М. О’Хэйра (Михайловский театр)[46][47]

### Конкурсы, концерты и личные гастроли
1995 год
- 28 сентября — па-де-де из балета «Корсар», хореография М. Петипа, В. Чабукиани (VIII Международный конкурс артистов балета мадам Ойя в Японии, г. Осака)

1997 год
- 24 июня — «Тотем» на музыку В. Артёмова для шести ударников в исполнении Ансамбля ударных инструментов М. Пекарского, хореография С. Боброва (VIII Международный конкурс артистов балета в Москве)

2002 год
- участие в гала-концерте памяти Рудольфа Нуреева, театр Ла Скала, Милан

2003 год
- участие в гала-концерте по случаю открытия театра в городе Аполло, США

2006 год
- 16 и 19 февраля — проект «Короли танца»: «Для четверых»* (For Four) на музыку Ф. Шуберта, хореография К. Уилдона (вместе с Итаном Стифелом, Йоханом Кобборгом и Анхелем Корейей, премьера); Учитель, «Урок» на музыку Ж. Делерю, хореография Ф. Флиндта; Кармен, Хозе, Эскамильо, концертный номер «Кармен. Соло»* на музыку Ж. Бизе, хореография Р. Пети (Нью-Йорк сити центр, Центр исполнительских искусств в Оранж Каунти, Калифорния, США)
- «Синий бог», гастроли в Новосибирске, Челябинске, Екатеринбурге и Перми

2007 год
- «Шехеразада», гастроли в Перми, Новосибирске, Челябинске, Екатеринбурге, Москве (в рамках фестиваля искусств «Черешневый лес»); во Франции, на сцене каннского Дворца фестивалей (в рамках Фестиваля российского искусства)

2008 год
- 11 февраля — па-де-де из балета «Жизель», «Гибель розы» на музыку Г. Малера, хореография Р. Пети (партнёрша — Светлана Лунькина) — гала-концерт в рамках проекта «Звёзды XXI века», Линкольн-центр, Нью-Йорк

2009 год
- 21 мая — «Падший ангел»* на музыку Г. Канчели и С. Барбера, хореография Б. Эйфмана, Центр исполнительских искусств в Оранж Каунти, Калифорния, США
- 12 ноября — проект «Короли танца»: Remanso на музыку Э. Гранадоса, хореография Н. Дуато (Московский музыкальный театр имени К. С. Станиславского и Вл. И. Немировича-Данченко)
- «Синий бог», «Шехеразада» (Театр Елисейских Полей, Париж)
- «Шехеразада» (Михайловский театр, Санкт-Петербург)

2010 год
- «Послеполуденный отдых фавна» (Франция: Театр Елисейских полей, Париж и Дворец фестивалей, Канны; Россия: Казань, Челябинск, Ярославль, Нижний Новгород)

2011 год
- «Послеполуденный отдых фавна» (Михайловский театр, Санкт-Петербург)
- «Шопениана» (Театр Елисейских полей, Париж)
- «Синий бог», «Шехеразада», «Послеполуденный отдых фавна» (театр «Колизей», Лондон)
- «Шехеразада» (Государственный Кремлёвский дворец, Москва, Русские сезоны XXI века в честь Мариса Лиепы. 30/11/2011)

2012 год
- «Шехеразада» (Государственный Кремлёвский дворец, Москва, Юбилейный вечер Андриса Лиепы. 27/11/2012)

2014 год
- «Послеполуденный отдых фавна» (Государственный Кремлёвский дворец, Москва, Русские сезоны XXI века. 200-летию со дня рождения М. Ю. Лермонтова посвящается. 09/12/2014)

(*) — первый исполнитель партии.
(**) — первый исполнитель партии на сцене Большого театра.

## Возобновление спектаклей
- 16 января 2010, Большой театр — «Шопениана» на музыку Ф. Шопена, хореография М. Фокина. Исполнители главных партий: Мария Александрова, Марианна Рыжкина, Мария Аллаш, Николай Цискаридзе.

## Фильмография
Видеозаписи балетных спектаклей
- Начало 2000-х годов — «Щелкунчик» П. И. Чайковского, хореография Ю. Григоровича, спектакль Большого театра — Щелкунчик-принц (Мари — Нина Капцова)
- 1998 год — «Жизель» А. Адана, хореография Ж. Коралли, Ж. Перро, М. Петипа в редакции В. Васильева, спектакль Большого театра — Граф Альберт (Жизель — Светлана Лунькина)
- 2003 год — «Собор Парижской богоматери» М. Жарра в постановке Р. Пети, спектакль Большого театра — Квазимодо (Эсмеральда — Светлана Лунькина)
- 2006 год — «Пиковая дама» на музыку П. И. Чайковского в постановке Р. Пети, спектакль Большого театра — Германн (Графиня — Илзе Лиепа, Лиза — Светлана Лунькина)
- 2007 год — «Бенефис Николая Цискаридзе»: «Видение Розы» — Призрак Розы (Девушка — Жанна Аюпова), «Послеполуденный отдых фавна» — Фавн (Нимфа — Татьяна Чернобровкина), «Шехеразада» — Золотой Раб (Зобейда — Илзе Лиепа), Кремлёвский балет, Национальный филармонический оркестр России, дирижёр — Владимир Спиваков

Другое
- 1999 — «Николай Цискаридзе. Быть звездой…», документальный фильм Никиты Тихонова (26 мин.)
- 2003 — «Марина Семенова. Торжество совершенной красоты…», документальный фильм Никиты Тихонова (39 мин.)
- 2004 — «Короли ночной Вероны», видеоклип
- 2009 — «Агриппина Ваганова. Великая и ужасная», документальный фильм Никиты Тихонова (39 мин.)
- 2012 — «Ералаш» № 265, «Мир, в котором я живу» (камео)
- 2017 — «Революция online»[48]
- 2017 — «Купец на все времена. Виртуальный музей Сергея Дягилева», документальный фильм режиссёра Светланы Астрецовой (44 мин.), камео
- 2018 — «КЛАСС», документальный фильм об истории Академии русского балета режиссёра Астрецова, Светлана Константиновна (52 мин.), камео
- 2020 — «PRO-БАЛЕТ с Николаем Цискаридзе», документальный цикл — 41 выпуск, режиссёр Никита Тихонов

## Телевидение
- 2001 соведущий телепрограммы «Взгляд»
- С 7 мая 2022 — ведущий телепрограммы «Сегодня вечером»

## Награды и звания
- 1992 — стипендия международной благотворительной программы «Новые имена».
- 1995 — Серебряная медаль VIII Международного конкурса артистов балета мадам Ойя (Осака, Япония); приз журнала «Балет» «Душа танца» в номинации «Восходящая звезда».
- 1997 — I премия и золотая медаль VIII Международного конкурса артистов балета в Москве и персональный приз Питера ван дер Слота «За сохранение традиций русского классического балета»; диплом общества любителей балета «Сильфиды» — «Лучший танцовщик 1997 года»[значимость факта?]; театральная премия «Золотая маска» в номинации «Лучшая мужская роль»; Заслуженный артист Российской Федерации[49].
- 1999 — приз «Benois de la Danse» в номинации «Лучший танцовщик».
- 2000 — театральная премия «Золотая маска» в номинации «Лучшая мужская роль»; премия мэрии Москвы в области литературы и искусства.
- 2000 (2002?) — премия Danza & Danza (Италия) в номинации Best etoile.
- 2001 — Народный артист Российской Федерации[50], Государственная премия Российской Федерации.
- 2002 — театральная премия «Золотая маска» в номинации «Лучшая мужская роль» (за партию Германна в балете Ролана Пети «Пиковая дама»); Орден Чести (Грузия); премия «Триумф»; Государственная премия Российской Федерации.
- 2006 — кавалер ордена Искусств и литературы (Франция); Международная премия мира Объединённой культурной конвенции США «За выдающиеся личные достижения на благо мирового сообщества».
- 2012 — орден святой равноапостольной Нино (Общество русско-грузинской дружбы «Дзалиса»)[51]
- 2013 — Народный артист Республики Северная Осетия — Алания[52][53].
- 2017 — почётный профессор Бакинской академии хореографии (Азербайджан)
- 2018 — нагрудный знак «За вклад в российскую культуру» Министерства культуры РФ[54]
- 2018 — Орден Дружбы (3 мая 2018) — за большие заслуги в развитии отечественной культуры и искусства, многолетнюю плодотворную деятельность[55].
- Лауреат премии «ТЭФИ-2023» в категории «Лучший ведущий развлекательного ток-шоу» («Сегодня вечером» «Первый канал»)[56]
- 2024 — Орден «За заслуги перед Отечеством» IV степени (3 января 2024) — за большие заслуги в развитии отечественной культуры и искусства, многолетнюю плодотворную творческую деятельность[57].